# Kerékpározás a 2012. évi nyári olimpiai játékokon
A 2012. évi nyári olimpiai játékokon a kerékpárversenyeket július 28. és augusztus 12. között rendezték meg. Összesen 18 versenyszámban avattak olimpiai bajnokot.

## Éremtáblázat
(A táblázatokban a rendező nemzet sportolói eltérő háttérszínnel, az egyes számoszlopok legmagasabb értéke vagy értékei vastagítással kiemelve.)
| A 2012. évi nyári olimpiai játékok éremtáblázata kerékpározásban | A 2012. évi nyári olimpiai játékok éremtáblázata kerékpározásban | A 2012. évi nyári olimpiai játékok éremtáblázata kerékpározásban | A 2012. évi nyári olimpiai játékok éremtáblázata kerékpározásban | A 2012. évi nyári olimpiai játékok éremtáblázata kerékpározásban | Olimpia  |
| ---------------------------------------------------------------- | ---------------------------------------------------------------- | ---------------------------------------------------------------- | ---------------------------------------------------------------- | ---------------------------------------------------------------- | -------- |
|                                                                  | Ország                                                           | Arany                                                            | Ezüst                                                            | Bronz                                                            | Összesen |
| 1.                                                               | Nagy-Britannia (GBR)                                             | 8                                                                | 2                                                                | 2                                                                | 12       |
| 2.                                                               | Németország (GER)                                                | 1                                                                | 4                                                                | 1                                                                | 6        |
| 3.                                                               | Franciaország (FRA)                                              | 1                                                                | 3                                                                | 0                                                                | 4        |
| 4.                                                               | Ausztrália (AUS)                                                 | 1                                                                | 2                                                                | 3                                                                | 6        |
| 5.                                                               | Egyesült Államok (USA)                                           | 1                                                                | 2                                                                | 1                                                                | 4        |
| 6.                                                               | Kolumbia (COL)                                                   | 1                                                                | 1                                                                | 1                                                                | 3        |
| 7.                                                               | Hollandia (NED)                                                  | 1                                                                | 0                                                                | 2                                                                | 3        |
| 8.                                                               | Csehország (CZE)                                                 | 1                                                                | 0                                                                | 0                                                                | 1        |
| 8.                                                               | Dánia (DEN)                                                      | 1                                                                | 0                                                                | 0                                                                | 1        |
| 8.                                                               | Kazahsztán (KAZ)                                                 | 1                                                                | 0                                                                | 0                                                                | 1        |
| 8.                                                               | Lettország (LAT)                                                 | 1                                                                | 0                                                                | 0                                                                | 1        |
|                                                                  |                                                                  |                                                                  |                                                                  |                                                                  |          |
| 12.                                                              | Kína (CHN)                                                       | 0                                                                | 2                                                                | 1                                                                | 3        |
| 13.                                                              | Új-Zéland (NZL)                                                  | 0                                                                | 1                                                                | 2                                                                | 3        |
| 14.                                                              | Svájc (SUI)                                                      | 0                                                                | 1                                                                | 0                                                                | 1        |
|                                                                  |                                                                  |                                                                  |                                                                  |                                                                  |          |
| 15.                                                              | Oroszország (RUS)                                                | 0                                                                | 0                                                                | 2                                                                | 2        |
| 16.                                                              | Hongkong (HKG)                                                   | 0                                                                | 0                                                                | 1                                                                | 1        |
| 16.                                                              | Kanada (CAN)                                                     | 0                                                                | 0                                                                | 1                                                                | 1        |
| 16.                                                              | Norvégia (NOR)                                                   | 0                                                                | 0                                                                | 1                                                                | 1        |
| 16.                                                              | Olaszország (ITA)                                                | 0                                                                | 0                                                                | 1                                                                | 1        |
|                                                                  |                                                                  |                                                                  |                                                                  |                                                                  |          |
| Összesen                                                         | Összesen                                                         | 18                                                               | 18                                                               | 19                                                               | 55       |

## Érmesek

### Országúti kerékpározás
| A 2012. évi nyári olimpiai játékok érmesei országúti kerékpározásban |                                            |                                          |                                        |
| Versenyszám                                                          | Arany                                      | Ezüst                                    | Bronz                                  |
| Férfi egyéni mezőnyverseny                                           | Alekszandr Vinokurov · Kazahsztán (KAZ)    | Rigoberto Urán · Kolumbia (COL)          | Alexander Kristoff · Norvégia (NOR)    |
| Női egyéni mezőnyverseny                                             | Marianne Vos · Hollandia (NED)             | Lizzie Armitstead · Nagy-Britannia (GBR) | Olga Zabelinszkaja · Oroszország (RUS) |
| Férfi egyéni időfutam                                                | Bradley Wiggins · Nagy-Britannia (GBR)     | Tony Martin · Németország (GER)          | Chris Froome · Nagy-Britannia (GBR)    |
| Női egyéni időfutam                                                  | Kristin Armstrong · Egyesült Államok (USA) | Judith Arndt · Németország (GER)         | Olga Zabelinszkaja · Oroszország (RUS) |

### Pálya-kerékpározás
| A 2012. évi nyári olimpiai játékok érmesei pálya-kerékpározásban |                                                                                   |                                                                                  |                                                                       |
| Versenyszám                                                      | Arany                                                                             | Ezüst                                                                            | Bronz                                                                 |
| Férfi egyéni sprint                                              | Jason Kenny · Nagy-Britannia (GBR)                                                | Grégory Baugé · Franciaország (FRA)                                              | Shane Perkins · Ausztrália (AUS)                                      |
| Férfi csapatsprint                                               | Nagy-Britannia (GBR) · Philip Hindes · Chris Hoy · Jason Kenny                    | Franciaország (FRA) · Grégory Baugé · Michaël D'Almeida · Kévin Sireau           | Németország (GER) · René Enders · Maximilian Levy · Robert Förstemann |
| Férfi keirin                                                     | Chris Hoy · Nagy-Britannia (GBR)                                                  | Maximilian Levy · Németország (GER)                                              | Simon van Velthooven · Új-Zéland (NZL)                                |
| Férfi keirin                                                     | Chris Hoy · Nagy-Britannia (GBR)                                                  | Maximilian Levy · Németország (GER)                                              | Teun Mulder · Hollandia (NED)                                         |
| Férfi csapat üldözőverseny                                       | Nagy-Britannia (GBR) · Ed Clancy · Geraint Thomas · Steven Burke · Peter Kennaugh | Ausztrália (AUS) · Jack Bobridge · Glenn O'Shea · Rohan Dennis · Michael Hepburn | Új-Zéland (NZL) · Sam Bewley · Aaron Gate · Marc Ryan · Jesse Sergent |
| Férfi omnium                                                     | Lasse Norman Hansen · Dánia (DEN)                                                 | Bryan Coquard · Franciaország (FRA)                                              | Ed Clancy · Nagy-Britannia (GBR)                                      |
| Női egyéni sprint                                                | Anna Meares · Ausztrália (AUS)                                                    | Victoria Pendleton · Nagy-Britannia (GBR)                                        | Guo Shuang · Kína (CHN)                                               |
| Női csapatsprint                                                 | Németország (GER) · Kristina Vogel · Miriam Welte                                 | Kína (CHN) · Kung Csin-csie · Guo Shuang                                         | Ausztrália (AUS) · Kaarle McCulloch · Anna Meares                     |
| Női keirin                                                       | Victoria Pendleton · Nagy-Britannia (GBR)                                         | Kuo Su-ang · Kína (CHN)                                                          | Léj Vaj-szí (Lee Wai-sze) · Hongkong (HKG)                            |
| Női omnium                                                       | Laura Trott · Nagy-Britannia (GBR)                                                | Sarah Hammer · Egyesült Államok (USA)                                            | Annette Edmondson · Ausztrália (AUS)                                  |
| Női csapat üldözőverseny                                         | Nagy-Britannia (GBR) · Danielle King · Laura Trott · Joanna Rowsell               | Egyesült Államok (USA) · Sarah Hammer · Dotsie Bausch · Jennie Reed              | Kanada (CAN) · Tara Whitten · Gillian Carleton · Jasmin Glaesser      |

### Hegyi-kerékpározás
| A 2012. évi nyári olimpiai játékok érmesei hegyi-kerékpározásban |                                     |                                  |                                           |
| Versenyszám                                                      | Arany                               | Ezüst                            | Bronz                                     |
| Férfi                                                            | Jaroslav Kulhavý · Csehország (CZE) | Nino Schurter · Svájc (SUI)      | Marco Aurelio Fontana · Olaszország (ITA) |
| Női                                                              | Julie Bresset · Franciaország (FRA) | Sabine Spitz · Németország (GER) | Georgia Gould · Egyesült Államok (USA)    |

### BMX
| A 2012. évi nyári olimpiai játékok érmesei BMX-ben |                                     |                                   |                                  |
| Versenyszám                                        | Arany                               | Ezüst                             | Bronz                            |
| Férfi                                              | Māris Štrombergs · Lettország (LAT) | Sam Willoughby · Ausztrália (AUS) | Carlos Oquendo · Kolumbia (COL)  |
| Női                                                | Mariana Pajón · Kolumbia (COL)      | Sarah Walker · Új-Zéland (NZL)    | Laura Smulders · Hollandia (NED) |